# Pseudoanthidium tenellum
Pseudoanthidium tenellum är en biart som först beskrevs av Alexander Mocsáry 1881.  Pseudoanthidium tenellum ingår i släktet Pseudoanthidium och familjen buksamlarbin. Inga underarter finns listade i Catalogue of Life.